# Dumki
Dumki Upazila è un sottodistretto (upazila) del Bangladesh situato nel distretto di Patuakhali, divisione di Barisal. Si estende su una superficie di 92,46 km² e conta una popolazione di 70.705 abitanti (dato censimento 1991).